# St. Emma Monastery
Saint Emma Monastery ist ein Kloster der Benediktinerinnen in Greensburg (Pennsylvania) in den USA, das zu Föderation der Bayerischen Benediktinerinnenabteien gehört.

## Geschichte
Das Kloster ist eine Gründung der bayerischen Benediktinerinnenabtei St. Walburg in Eichstätt. Im Jahr 1931 kamen zehn Schwestern unter der Führung von M. Leonarda Fitz OSB von Bayern nach Pennsylvania (USA), um die durch Weltwirtschaftskrise 1929 in Not geratenen Benediktinermönche der Erzabtei St. Vincent in Latrobe, Westmoreland County, zu unterstützen. 1939 waren es bereits 40 Schwestern. In den Jahren 1943/1944 erwarben die Schwestern von der Familie Robert Robertshaw 10 Hektar Grund für die Gründung eines eigenen Klosters. Im Laufe der Jahre erwarben die 100 Hektar große Farm komplett. 1954 konnte ein Exerzitienhaus errichtet und 1961 bis 1963 das Kloster gebaut werden. 2008 begann die Äbtissin der Mutterabtei, Franziska Kloos, mit der Umwandlung des Klosters in dein eigenständiges Priorat. Seit Januar 2010 ist St. Emma ein selbständiges Konventualpriorat. Am 10. Februar 2010 wählte das Konventualkapitel seine erste Konventualpriorin, Mutter Mary Anne Noll, OSB. Seit 1993 war sie Priorin der Gemeinschaft.